# Étienne Marie Antoine Champion de Nansouty
Étienne-Marie-Antoine-Champion de Nansouty (n. 30 mai 1768 la Bordeaux, d. 12 februarie 1815 la Paris), conte, a fost unul dintre cei mai importanți generali de cavalerie grea ai Războaielor napoleoniene.
Aristocrat cu vechi rădăcini nobiliare, cadet al Școlii Militare de la Brienne, Nansouty este admis apoi la Școala Militară din Paris, unde își încheie studiile. Atunci când începe războiul, în martie 1792, Nansouty este deja locotenent-colonel și aghiotant al lui Luckner și servește în „Armata Rinului”, devenind general de brigadă în 1792. Își conduce excelent dragonii în bătălii ca Stockach, Mösskirch sau Memmingen. În 1803 devine general de divizie; în 1805, șambelan al Împărătesei și face campanile „Marii Armate” între 1805 și 1807, remarcându-se îndeosebi la Wertingen, Ulm, Austerlitz, Golymin, Eylau, Bătălia de la Guttstadt sau Friedland. În 1808 devine Prim Scutier al Împăratului și conte al Imperiului și comandă din nou 1a divizie de mare cavalerie în cadrul campaniei din Germania (1809), participând la toate bătăliile importante ale campaniei (Abensberg, Eckmühl, Ratisbon, Aspern-Essling sau Wagram). Primind funcția de inspector general al dragonilor, participă la campania din Rusia, remarcându-se la Ostrowno și fiind rănit la genunchi la marea bătălie de la Moskova. Cu toate acestea, Nansouty participă și la campania din 1813, distingându-se la Dresda, Leipzig, Hanau, unde este din nou rănit. În 1814 i se acordă comanda cavaleriei Gărzii Imperiale, în fruntea căreia șarjază, la La Rothière, Montmirail sau Craonne, unde este încă odată rănit. După abdicarea Împăratului, Restaurația îl numește pe generalul Nansouty aghiotant al Contelui d'Artois și inspector general al dragonilor. Numele Nansouty este înscris pe Arcul de Triumf din Paris.